# پروژه نت اف پی چی ای
NetFPGA پروژه ای برای توسعه سخت‌افزار و نرم‌افزار منبع باز برای نمونه سازی سریع دستگاه‌های شبکه کامپیوتری است. جامعه هدف این پروژه محققان دانشگاهی، کاربران صنعت و دانشجویان هستند. این اولین پلتفرم در نوع خود در جامعه شبکه نبوده است. NetFPGA از یک رویکرد و روش مبتنی بر FPGA برای ساختن نمونه اولیه دستگاه‌های شبکه استفاده می‌کند. این به کاربران اجازه می‌دهد تا طرح‌هایی را توسعه دهند که قادر به پردازش بسته‌ها با نرخی خطی باشند، قابلیتی که به‌طور معمول به وسیلهٔ رویکردها و روش‌های مبتنی بر نرم‌افزار امکان‌پذیر نیست. NetFPGA برای پشتیبانی از توسعه دهندگانی متمرکز شده است که می‌توانند پروژه‌ها و بلوک‌های سازنده IP یکدیگر را به اشتراک بگذارند و آنها را توسعه دهند.

## تاریخچه
این پروژه در سال ۲۰۰۷ به عنوان یک پروژه تحقیقاتی در دانشگاه استنفورد به نام NetFPGA-1G شروع گردید. 1G در ابتدا به عنوان ابزاری برای آموزش معماری و طراحی سخت‌افزار شبکه به دانشجویان طراحی شد. پلتفرم 1G شامل یک برد PCI با یک FPGA Xilinx Virtex-II pro بود که توسط رابط‌های 4x1 1GigE تغذیه می‌شد، به همراه یک مخزن کد دارای قابلت دانلود و حاوی یک کتابخانه IP و چند نمونه طرح. این پروژه رشد کرد و تا پایان سال ۲۰۱۰ بیش از ۱۸۰۰ برد 1G به بیش از ۱۵۰ مؤسسه آموزشی در ۱۵ کشور فروخته شد. در زمان رشد این پروژه، 1G نه تنها به عنوان ابزاری برای آموزش، بلکه به‌طور گسترده‌ای به عنوان ابزاری برای تحقیق محبوبیت پیدا کرد. تا سال ۲۰۱۱ بیش از ۴۶ مقاله آکادمیک در مورد تحقیقاتی که از پلتفرم NetFPGA-1G استفاده می‌کردند، منتشر شد. علاوه بر این، بیش از ۴۰ پروژه تا پایان سال ۲۰۱۰ به مخزن کد 1G اضافه گردید.
در سال ۲۰۰۹ کار به صورت پنهانی بر روی NetFPGA-10G با رابط‌های 4x10 GigE آغاز شد. برد 10G همچنین با یک FPGA بسیار بزرگتر، حافظه بیشتر و چند ارتقاء دیگر طراحی شده است. اولین انتشار این پلتفرم با اسم رمز «Howth» برای ۲۴ دسامبر ۲۰۱۰ برنامه‌ریزی شد و شامل مخزنی مشابه به 1G است و شامل یک کتابخانه IP کوچک و دو طرح مرجع است.
از نظر طراحی پلتفرم، 10G از جهات قابل توجهی متفاوت از پلتفرم 1G است. به عنوان مثال، استانداردهای رابط برای IP سخت‌افزاری کاملاً از نو طراحی شدند، این بار با تکیه بر استانداردهای صنعتی به جای پروتکل‌های داخلی. علاوه بر این، پلتفرم به‌جای اسکریپت‌های سفارشی، اکنون بیشتر به ابزارهای استاندارد صنعتی برای رسیدگی به ترکیب طراحی، نقشه‌برداری ثبت خودکار و مدیریت کتابخانه IP متکی شده است.
نسخه دوم پلتفرم NetFPGA-10G با اسم رمز “Skellig” قرار بود قبل از سه‌ماهه دوم سال ۲۰۱۱ منتشر شود. “Skellig” بر اساس نسخه اول با نام مستعار “Howth” ساخته شده و شامل چندین بهبود نسبت به نسخه قبلی است. پلتفرم NetFPGA-10G دارای یک FPGA Xilinx Virtex-5 TX240T و چهار رابط اترنت ۱۰ گیگابیتی (رابط‌های SFP+) است.

## NetFPGA-1G

### ویژگی‌های هیئت مدیره
- Xilinx Virtex-II Pro 50
- ۴ رابط یک گیگابیتی (کانکتورهای RJ45)
- ۴٫۵ مگابایت SRAM
- ۶۴ مگابایت DRAM DDR2
- ۲ کانکتور به سبک SATA به ورودی/خروجی چند گیگابیتی
- کارت PCI استاندارد
- رابط کابل JTAG برای Xilinx ChipScope

http://www.digilentinc.com/Products/Detail.cfm را ببینید؟ Prod=NETFPGA برای اطلاعات فنی دقیق تر.

### مجوز
کد NetFPGA-1G با استفاده از یک مجوز از نوع BSD توزیع می‌شود.

## NetFPGA-10G

### ویژگی‌های هیئت[۳]
- Xilinx Virtex-5 TX240T FPGA
- ۴ رابط اترنت ۱۰ گیگابیتی (رابط SFP+)
- ۲۷ مگابایت QDRII SRAM
- ۲۸۸ مگابایت RLDRAM-II
- دو کانکتور QTH Samtec با سرعت بالا
- فلش دو پلتفرم XL (128 مگابایت)
- Xilinx XC2C256 CPLD
- PCI Express x8 Gen2
- رابط کابل JTAG برای Xilinx ChipScope

برای اطلاعات فنی دقیق تر به http://www.hitechglobal.com/Boards/PCIExpress_SFP+.htm مراجعه کنید.

### مجوز
پایه کد NetFPGA-10G حاوی کدهایی است که تحت انواع مجوزهای مختلف پوشش داده شده است، اگرچه مجوز پیش فرض GNU LGPL نسخه ۳ است.